# 海上作戦部隊指揮管制支援システム
海上作戦部隊指揮管制支援システム（英語: Maritime Operation Force System, MOFシステム）は、海上自衛隊のC4Iシステム。自衛艦隊指揮支援システム（SFシステム）を発展させ、さらにこれに航空集団司令部のASWOC管制ターミナル（ACT）及び佐世保地方総監部作戦システム（ROS）を統合したものである。また平成26年（2014年）度末からは海上自衛隊指揮統制・共通基盤システム（Maritime Self Defense Force Command, Control and Common Service Foundation System、MARSシステム）に発展した。

## 来歴
SFシステムは、昭和50年（1975年）度の稼働開始以降、2度の近代化を経て運用されてきたが、08中防期間中には、再び更新時期を迎える見込みであった。またこの時期、航空集団司令部のASWOC管制ターミナル（ACT）や総監部作戦システム（ROS）等の指揮管制支援システムも更新・近代化が必要になりつつあった。特にROSについては、先行して開発された佐世保のシステム（S-ROS）の評判が芳しくなく、大湊のシステム（O-ROS）の開発は棚上げ状態になっていた。またこのほかにも、潜水艦隊システムや各護衛隊群システム、掃海隊群システムなどが構想段階にあった。
このことから、次期SFシステムは、単なる更新ではなく、これら実用段階ないし構想段階の指揮管制支援システムの機能も統合した総合的なC4Iシステムとして開発されることとなった。予備的な検討は1989年頃より着手され、平成4年（1992年）度より本格的な調査研究を開始、平成5年（1993年）・平成6年（1994年）度でSFシステム（改）準備委員会が組織された。1995年10月には、海上幕僚副長を委員長として海上幕僚監部に「MOFシステム開発推進委員会」（M委員会）が設置された。1996年3月には受注会社としてNTTデータとの契約が成立し、ベンダーとして日立製作所、富士通、三菱電機の各社を加えて開発が開始された。これによって開発されたのが本システムである。
日立製作所がSFシステムを開発した際には、メーカー工場内で閉鎖的な開発体制をとり、海自側のニーズがほとんど織り込まれなかったほか、工場からの出荷直後から初期不良が続発し、工程が大きく遅延するという問題が生じていた。これを教訓として、MOFシステムの開発ではメーカー工場内での開発を厳禁し、横須賀・船越地区のプログラム業務隊（PGC）にMOFシステム開発センターを設置して、官民が緊密に連携しての開発が進められた。1996年6月にシステム開発の計画審査、12月にシステム設計に関する設計審査、1997年6月にプログラム設計に関する第2回設計審査が実施され、システム開発設計の基本が確定した。
開発工程においてはスパイラルモデルが導入され、メーカーがプロトタイプを試作するごとにPGCシステム員がこれを検証し、指揮官・司令部要員にプレゼンテーションしてニーズを聴取、バックフィットされた。1996年9月には開発センターで第1回のプロトタイプ展示が行われ、さらに設計が進んだ1997年3月から5月にかけては全国7か所の部隊を巡回し、第2回のプロトタイプ展示・操作を行い、ユーザーニーズの収集を行い設計に反映した。
その後、1998年10月にはプログラム確認試験の計画・手順に関する試験審査が行われ、10月から1999年1月にかけてプログラム確認試験が実施された。システムは1999年2月26日に海上自衛隊に納入され、3日間でSFシステムからの移行作業を実施、3月1日より円滑に運用が開始された。

## 構成
MOFシステムは、次の方針をもって構築された。
- 関連システムと整合性のある連接を行うこと。
- 現有機能の再構築を最優先させるほか、拡張性・柔軟性を確保すること。
- 防衛庁電算機システム標準化仕様指針を適用し、標準化を適用すること。
- 最新のシステム構築技術を積極的に活用すること。

SFシステムではメインフレーム方式による中央集約型のシステムであったのに対し、MOFシステムは、クライアントサーバモデル方式を採用した分散処理型のシステムとして開発された。また商用オフザシェルフ（COTS）化が進められており、機器は市販のものがそのまま採用されたことで、SFシステムと比べて機材のレンタル経費も大幅に圧縮されており、システム更新にあたって財務当局の理解も得やすくなった。オペレーティングシステム（OS）はUNIXとされる予定だったが、海自側の要求によってMicrosoft Windows NTが採用されたことで、操作はMicrosoft Windowsと同様のものとなり、一般的なパソコンの知識があれば初心者でも容易にシステムを利用することが可能となった。また表示は基本的に海軍戦術情報システム（NTDS）に統一されたほか、アメリカ海軍のJMCIS（Joint Maritime Command Information System; JOTSの発展型）に倣って、共通作戦状況図（COP）の生成が重要機能として追加された。
このような抜本的なシステムの構成変更には抵抗感もあったものの、1992年夏にアメリカ海軍のJOTSを開発したタトル中将が来日した際に後押しを受け、またアメリカ海軍も同様の構想でJOTSを発展させたGCCS-Mを装備化していることもあって、徐々に理解されていった。
なお、MOFシステムは2002年から2006年にかけて再構築が行われており、これに応じて名称も海上作戦部隊指揮統制支援システムに変更された（英名・略称には変更無し）。その後、平成26年（2014年）度末に、海上自衛隊指揮統制・共通基盤システム（Maritime Self Defense Force Command, Control and Common Service Foundation System：MARSシステム）に発展した。これは海上自衛隊のみならず、他自衛隊や海上保安庁などの各種情報をネットワークを介して統合・共有する機能を備えている。

### 指揮管制支援ターミナル
艦艇に搭載するためのMOFシステムの洋上端末として開発されたのが指揮管制支援ターミナル（Command and Control Terminal, C2T）であった。SFシステムでは、護衛艦隊の旗艦等のための洋上端末装置があり、C2Tはその後継に相当する。洋上端末ではSFシステム及びGPSの情報処理機能しか備えていなかったのに対し、C2TではMOFシステムやGPSの情報処理に加えて、海上自衛隊通信システム（Japanese Maritime Automatic Communication System, JMACS）及びデータリンクの情報処理、艦艇独自の戦術判断支援、戦術計算等の機能を追加し、機能の充実を図った。
C2Tでは、与えられた開発期間が短いなかでミサイル防衛などの各種戦アプリケーションソフトの搭載が求められたが、旧洋上端末からの遺産アプリケーションソフトが皆無であり、また製作途上で制式化前のMOFシステムのアプリケーションソフトを流用することになったため、多くの困難に直面することになった。またMOFシステムと同様にCOTS化が図られたが、艦艇に規格のゆるいCOTSハードウェアを搭載することや、以前より強化されたとはいえ依然として衛星通信ネットワークの容量が少ないこと、また特に潜水艦用のZYQ-31では、軽量小型のハードウェアを搭載しつつ圧縮通信を実装することも難しい課題であった。しかし最終的にこれらの課題は全て解決され、順次に搭載艦の増加が図られた。
2009年に就役した「ひゅうが」（16DDH）では、ビデオ会議やチャット機能を導入するなど性能を強化したOYQ-51洋上ターミナル（MTA）が採用され、艦全体で30台以上が搭載された。その後、MOFシステムからMARSシステムへの移行に伴って、洋上端末も洋上ターミナル（Mobile MARS terminal, MMT）となった。